# La Cumparsita Rock 72
La Cumparsita Rock 72 é uma banda de rock do Villa Elvira, La Plata, Argentina, formada em 2001.  

## Discografia

### Todo en la estación(2004)
- 1. Mi Solución
- 2. Circunvalación
- 3. Timba nacional
- 4. Femenina de placer
- 5. Peleando la soledad
- 6. Una vez más
- 7. Nena
- 8. ¿Que pasa?
- 9. Solo en una noche
- 10. Una de esas cosas no me iba a enloquecer
- 11. La 72

### El Misterio de lo sencillo(2010)
- 1. Un barco en el charco
- 2. A lo lejos
- 3. Reggae fumón
- 4. Puede que haya más
- 5. Perdimos el tiempo
- 6. Tierra del arte
- 7. Sinceridad
- 8. El surco
- 9. Vicente
- 10. Otoño amanecer
- 11. La negra matonga
- 12. Circunvalación (Bonus Track)

### Álbuns ao vivo
- Vivo en Atenas (2006)